# Rummelsmühle
Rummelsmühle (auch Seemühle genannt) ist ein Wohnplatz der Gemeinde Ergersheim im Landkreis Neustadt an der Aisch-Bad Windsheim (Mittelfranken, Bayern). Der Ort liegt in der Gemarkung Ergersheim.

## Lage
Die Einöde liegt auf einer Höhe von 345 m ü. NHN am Seenheimer Mühlbach, einem linken Zufluss der Rannach, und an einer Gemeindeverbindungsstraße, die nach Seenheim (1 km nordwestlich) bzw. nach Ergersheim führt (1,5 km südöstlich).

## Geschichte
Neben der Rummelsmühle wurde auch eine Seemühle bzw. Senheimermühle erwähnt, die sich dem Namen nach zu schließen in unmittelbarer Nachbarschaft befand. Der Doppeleintrag (mit unterschiedlichen Einwohnerzahlen) im Alphabetischem Verzeichniß aller im Rezatkreise [...] enthaltenen Ortschaften legen nahe, dass Seemühle nicht identisch mit der Rummelsmühle war, was aufgrund ihrer Lage grundsätzlich möglich hätte sein können. In der Bayerischen Uraufnahme aus der ersten Hälfte des 19. Jahrhunderts ist nur ein Anwesen ohne Namen mit der Haus-Nr. 101 des Ortes Ergersheim verzeichnet.
Von 1797 bis 1808 unterstand Senheimermühle dem preußischen Justiz- und Kammeramt Uffenheim. 1806 kam der Ort an das Königreich Bayern. Mit dem Gemeindeedikt (frühes 19. Jahrhundert) wurde Rummelsmühle bzw. Seemühle dem Steuerdistrikt Ergersheim und der Ruralgemeinde Ergersheim zugewiesen. Nach 1888 wurde Rummelsmühle in den amtlichen Ortsverzeichnissen nicht mehr aufgelistet. Heute ist sie Haus Nr. 18 des Ergersheimer Mühlweges.

## Einwohnerentwicklung
| Jahr      | 001818 | 001836 | 001840 | 001861 | 001871 | 001885 |
| Einwohner | 5      | 4      | 4      | 11     | 10     | 6      |
| Häuser    | 1      | 1      | 1      |        |        | 1      |
| Quelle    | [ 7 ]  | [ 9 ]  | [ 10 ] | [ 11 ] | [ 12 ] | [ 13 ] |

## Religion
Der Ort ist evangelisch-lutherisch geprägt und nach St. Ursula (Ergersheim) gepfarrt.